# The Lollipop Cover
The Lollipop Cover es una película estadounidense de drama de 1965, dirigida por Everett Chambers, que a su vez la escribió junto a Don Gordon y Nancy Valentine, musicalizada por Ruby Raksin, en la fotografía estuvo Michael D. Murphy y el elenco está compuesto por Don Gordon, Carol Anne Seflinger, George Sawaya y David White, entre otros. El filme fue producido por International y se estrenó el 1 de noviembre de 1965.

## Sinopsis
Un exboxeador conoce a una nena de 9 años abandonada, juntos hacen autostop hasta California, donde tendrá que hallar a un adicto a la heroína que le debe plata.